# Назипова, Гульчачак Рахимзяновна
Гульчачак Рахимзяновна Назипова (урожд. Салахова; род. 10 февраля 1961, Тойгузино, Мензелинский район, Татарская АССР, РСФСР, СССР) — ученый-историк, музеолог, педагог, российский общественный и музейный деятель. Генеральный директор Национального музея Республики Татарстан (2006—2020). Профессор Казанского государственного института культуры (с 2021 г.). Академик Международной гуманитарной академии «Европа-Азия» (2010), действительный член Петровской академии наук и искусств.

## Биография и трудовая деятельность
В 1978 году закончила с золотой медалью среднюю школу № 2 г. Мензелинска ТАССР, в 1983 году — с красным дипломом исторический факультет Казанского государственного университета по специальности «История».
В 1983—1984 гг. работала преподавателем истории и обществоведения в Мензелинском педагогическом училище.
С 1984 г. работала в Национальном музее Республики Татарстан (тогда Государственный объединенный музей РТ, далее ГОМ РТ) младшим научным сотрудником музея А. М. Горького — филиала ГОМ РТ. С 1992 года работала заведующей отделом этнографии ГОМ РТ. В 1998—1999 годах работала в отделе средневековой истории Академии наук Татарстана. С 1999 года — заместитель генерального директора по научно-исследовательской работе Национального музея Республики Татарстан. Под ее научным руководством были разработаны «Научная концепция экспозиции Национального музея Республики Татарстан», «Программа развития Национального музея Республики Татарстан», подготовлены научно-тематические планы будущих экспозиций головного музея и его филиалов, активно развивались информационные технологии: был создан первый в Татарстане музейный сайт, первая электронная экспозиция, введена система автоматического учёта музейных коллекций и др.
В 2006—2020 гг. — генеральный директор Национального музея Республики Татарстан. За это время музей, продолжая традиции, активно развивал культурно-образовательную деятельность и стал одним из самых посещаемых региональных краеведческих музеев страны. По инициативе и под руководством Назиповой Г. Р. музей организовал крупные Международные музейные форумы и научно-практические конференции, стал победителем многих конкурсов.
Основой деятельности Назиповой Г. Р. в эти годы стал комплекс работ по реконструкции и реставрации зданий и создание новых экспозиций головного музея, филиалов и структурных подразделений Национального музея Республики Татарстан: Музея Е. А. Боратынского (2015), Дома-музея В. И. Ленина (2015), Литературного музея А. М. Горького (2016), Литературного музея Г. Тукая (2018), Дома татарской книги (Музея истории татарской литературы с мемориальной квартирой Ш. Камала) (2019). Под непосредственным руководством Г. Р. Назиповой разработано Техническое задание на создание Фондохранилища Национального музея Республики Татарстан.
Под руководством Назиповой Г. Р. в музее была создана экспозиция «История Республики Татарстан с древнейших времен до наших дней» (2020), а также построена новая экспозиция в Музее-мемориале Великой Отечественной войны 1941—1945 гг. (2020), созданы экспозиции Музея хлеба в Болгаре (2012), Музея Корана в Болгарском государственного историко-архитектурном музее-заповедника (2015), музея татарского артиста Ш. Биктемирова в селе Мингер Сабинского муниципального района РТ (2015); первого в России музея знаменитого уроженца Татарстана, дважды Героя Социалистического Труда, министра авиационной промышленности СССР в 1953—1977 гг. П. В. Дементьева в селе Убеи Дрожжановского района РТ (2017) и др.
Замужем. Имеет 2 детей.

## Научная деятельность
Вся научная деятельность Г. Р. Назиповой посвящена истории культурной жизни Казани и Татарстана, деятельности выдающихся ученых региона. Особое внимание исследователь уделяет истории музеев Татарстана, Поволжья, вопросам научной, научно-экспозиционной, фондовой деятельности музеев, роли музеев в обществе. Участник многих научных конференций, в том числе международных симпозиумов, на которых представляет разные стороны музейной деятельности Татарстана, а также выдающихся ученых региона, ценнейшие музейные коллекции.
В 1991 году на кафедре отечественной истории КГУ защитила кандидатскую диссертацию по теме: «Казанский городской музей и его роль в культурной жизни Волжско-Камского края (конец XIX — начало XX вв.)».
В 2009 году защитила докторскую диссертацию «Казанский университет и музеи: проблема культурного взаимодействия (XIX — начало XX вв.)».
Автор более 120 научных и научно-популярных публикаций, трёх монографий.

## Общественная деятельность
Член Президиума Союза музеев России (с 2018); член президиума ИКОМ (Международного совета музеев при ЮНЕСКО) России (2006—2009 гг.; 2016), вице-президент (ИКОМ) России (2009—2016, с 2020 — по настоящее время), член президиума САМОС — международного комитета музеев городов ИКОМ (2010—2013), член президиума Российского творческого союза работников культуры (2009—2016), исполнительный директор регионального отделения Российского военно-исторического общества в Республике Татарстан (2016—2021), создатель (2009) и председатель правления Ассоциации музеев Татарстана(до 2021 г.) Член Общественной палаты Республики Татарстан (2013—2018), член Общественного Совета при Управлении ЗАГСА Кабинета Министров Республики Татарстан (с 2013 по 2020), член Общественного Совета государственного комитета по туризму Республики Татарстан (с 2013 по 2021), член Общественного Совета при Министерстве культуры Республики Татарстан (с 2014 по 2021).

## Награды
«Заслуженный работник культуры Республики Татарстан» (2010).
Медаль «В память 1000-летия Казани» (2005).

## Знаки отличия
«За достижения в культуре» (2015), «За безупречную службу Казани» (2016).

## Благодарственные письма
Правительства Республики Татарстан (2011), Министра культуры Российской Федерации (2014); Правительства Республики Саха (Якутия, 2010), Министерства образования и науки РТ (2008, 2009, 2010, 2011), Министерства внутренних дел по Республике Татарстан, Общественной палаты Республики Татарстан (2016).

## Почетные грамоты
Министерства внутренних дел Российской Федерации (2014), Министерства культуры РТ (2001, 2011), Министерства по делам молодежи, спорту и туризму (2007, 2011), Российского творческого Союза работников культуры (2012), Союза музеев России (2012); ИКОМ России (2016).
«Благотворитель года» (2008, 2011, 2012, 2014). «Лучший руководитель» — победитель конкурса на соискание грантов Правительства Республики Татарстан среди работников учреждений культуры, искусства и кинематографии (2012). Победитель республиканского конкурса «Женщина года. Женский взгляд» 2012 года в номинации «Женщина — культура и духовность» (2013).

## Памятные медали
«За вклад в наследие народов России» (2004), «65-летия Победы в Великой Отечественной войне 1941—1945 гг.» (2010), «За заслуги в развитии туриндустрии» (2012), Крест «За увековечение памяти Отечественной войны 1812 года» (2014), Императорская медаль «Юбилей Всенародного Подвига» 1613—2013 (2014), «XXVII Всемирной летней универсиады 2013 года в г. Казани», памятная медаль «ХVI чемпионат мира по водным видам спорта 2015 года в г. Казани», «В память о 110-летии со дня рождения Мусы Джалиля» (2016).

## Интервью
- Элита Татарстана. Май 2015. — Гульчачак Назипова. Музей — не «застывшее» учреждение, где все остается незыблемым годами. — С. 36.
- Россия. Татарстан. 10.03.2020. — Гульчачак Назипова рассказала о готовящейся выставке, посвященной истории Татарстана, в Нацмузее.
- TATPRESSA.RU. 27.06.2020. Интервью с Назиповой Г. Р.
- Казанские ведомости. 2 июля 2020: Гендиректор Нацмузея РТ Гульчачак Назипова: Мы стремимся рассказать о нашей республике через судьбы людей.
- Реальное время. 29.07.2020 — От древнебулгарского украшения до коммуналки: что покажет Национальный музей к 100-летию Татарстана. Гульчачак Назипова об особенностях новой постоянной экспозиции.
- Татарстан. 29.09.2020: Национальный музей РТ: «История Татарстана с древнейших времён до наших дней» и др.